# Empoasca gribisa
Empoasca gribisa är en insektsart som beskrevs av Ross 1963. Empoasca gribisa ingår i släktet Empoasca och familjen dvärgstritar. Inga underarter finns listade i Catalogue of Life.